# سیارک ۴۹۸۶
سیارک ۴۹۸۶ (به انگلیسی: 4986 Osipovia، نامگذاری:1979SL7) چهار هزار و نهصد و هشتاد و ششمین سیارک کشف شده‌است که در ۲۳ سپتامبر ۱۹۷۹ کشف شد.
قدر مطلق سیارک برابر ۱۳٫۳۰ است.